# Eucithara antillarum
Eucithara antillarum é uma espécie de gastrópode do gênero Eucithara, pertencente à família Mangeliidae.